# Lukovica pri Brezovici
Lukovica pri Brezovici is een plaats in Slovenië en maakt deel uit van de gemeente Log-Dragomer in de NUTS-3-regio Osrednjeslovenska. De plaats telde 501 inwoners op 1 januari 2020.